# التحالف الديمقراطي الثوري
التحالف الديمقراطي الثوري هو تحالف سياسي مصري يضم نحو 10 أحزاب وحركات يسارية تم الإعلان عنه في 19 سبتمبر 2012 بشارع شامبليون بوسط القاهرة. يستهدف التحالف مقاومة السياسيات الليبرالية الجديدة الاقتصادية بالإضافة إلى الاهتمام بالمصالح الاقتصادية والاجتماعية للطبقات الشعبية.

## الأحزاب المتحالفة
انضمت هذه الأحزاب والحركات للتحالف عند تأسيسه:
- حزب التحالف الشعبي الاشتراكي
- حزب التجمع
- الحزب الشيوعي
- الحزب الاشتراكي
- حزب العمال والفلاحين
- أتحاد الشباب الاشتراكي
- حركة مينا دانيال
- حركة الديمقراطية الشعبية
- الائتلاف الوطني لمكافحة الفساد